# Pterolophia mucronata
Pterolophia mucronata är en skalbaggsart som beskrevs av Stefan von Breuning 1938. Pterolophia mucronata ingår i släktet Pterolophia och familjen långhorningar.
Artens utbredningsområde är Rwanda. Inga underarter finns listade i Catalogue of Life.